# Phalanta agoria
Phalanta agoria är en fjärilsart som beskrevs av Hans Fruhstorfer 1906. Phalanta agoria ingår i släktet Phalanta och familjen praktfjärilar. Inga underarter finns listade i Catalogue of Life.